# Xinjiangwancheng
Xinjiangwancheng (chiń. 新江湾城站) – stacja początkowa metra w Szanghaju, na linii 10. Zlokalizowana jest przed stacją Yingao Dong Lu. Została otwarta 10 kwietnia 2010.